# 帕拉固德
帕拉固德（英語：Paragould）是一個位於美國阿肯色州格林縣的城市。根據2020年美國人口普查，該地人口為29537人，而該地的面積約為82.93平方千米。同時該地也是格林縣的縣治。

## 地理
帕拉固德的座標為36°03′25″N 90°30′11″W / 36.05694°N 90.50306°W，而該地的平均海拔高度為91米（即299英尺）。